# Kulturologija
Kulturologija ili znanost o kulturi je grana društvenih znanosti koja se bavi znanstvenim razumijevanjem, opisom, analizom i predviđanjem kultura u cjelini. Dok su etnologija i antropologija proučavale različite kulturne prakse uključujući različite aspekte: sociološke, psihološke itd., ipak disciplina je usmjerena isključivo na kulturne aspekte.

## U Rusiji
Pojam kulturologije (ruski: культурология), kao interdisciplinarne grane humanističkih znanosti, može se pratiti u Sovjetskom Savezu od kasnih 1960-ih i povezati s radom Mihaila Bahtina, Alekseja Loseva, Sergeja Averinceva, Georgija Gačeva, Jurija Lotmana, Vjačeslava Ivanova, Vladimira Toporova i drugih. Ova vrsta istraživanja dovela je u pitanje marksistički društveno-politički pristup kulturi.
Između 1980. i 1990. kulturologija je dobila službeno priznanje u Rusiji i legalizirana je kao oblik znanosti i predmet studija u institucijama visokog obrazovanja. Nakon raspada Sovjetskog Saveza, uveden je na popis specijalnosti za koje se mogu dodijeliti znanstveni stupnjevi Višeg povjerenstva za ovjeru u Rusiji i danas je predmet proučavanja tijekom prve godine na institucijama visokog obrazovanja i srednjim školama.

## Ostale upotrebe
U anglofonim suvremenim društvenim znanostima riječ kulturologija skovao je američki antropolog Leslie White, koji ju je definirao kao područje znanosti posvećeno proučavanju kulture i kulturnih sustava. White primjećuje da je kulturologija ranije bila poznata kao "znanost o kulturi" kako ju je definirao engleski antropolog Edward Burnett Tylor u svojoj knjizi Primitive Culture iz 1872. White također primjećuje da je on uveo ovaj pojam 1939. godine, a po prvi put se pojam pojavio u engleskim rječnicima 1954. On također napominje da je odgovarajući njemački pojam Kulturwissenschaft uveo Wilhelm Ostwald 1909.
Slijedeći Whitea, filozof znanosti Mario Bunge definirao je kulturologiju kao sociološko, ekonomsko, političko i povijesno proučavanje konkretnih kulturnih sustava. Za "sinkroničku kulturologiju" se kaže da se podudara s antropologijom, sociologijom, ekonomijom i političkom ideologijom kultura. Nasuprot tome, "dijakronijska kulturologija" je sastavnica povijesti. Prema Bungeu, "znanstvena kulturologija" također se razlikuje od tradicionalnih kulturnih studija jer su potonji često djelo idealističkih književnih kritičara ili pseudofilozofa neupućenih u znanstvenu metodu i nekompetentnih u proučavanju društvenih činjenica i konkretnih društvenih sustava.
Bungeov sustavni i materijalistički pristup proučavanju kulture iznjedrio je niz novih polja istraživanja u društvenim znanostima. Fabrice Rivault, na primjer, bio je prvi znanstvenik koji je formalizirao i predložio međunarodnu političku kulturologiju kao potpolje međunarodnih odnosa kako bi razumio globalni kulturni sustav, kao i njegove brojne podsustave, i objasnio kako kulturne varijable stupaju u interakciju s politikom i ekonomijom na utjecati na svjetske poslove. Ovaj znanstveni pristup radikalno se razlikuje od kulturalizma, konstruktivizma i kulturnog postmodernizma jer se temelji na logici, empirizmu, sistemizmu i pojavnom materijalizmu. Međunarodnu političku kulturologiju proučavaju znanstvenici diljem svijeta.

## Vanjske poveznice
- The Russian Institute for Cultural Research
- Culturology Department at National University "Ostroh Academy"    Arhivirana inačica izvorne stranice od 7. prosinca 2021. (Wayback Machine)
- Chair of the history and theory of world culture at the Lomonossov Moscow State University, Russia
- School of Cultural Studies at the National Research University Higher School of Economics, Moscow, Russia  Arhivirana inačica izvorne stranice od 5. siječnja 2011. (Wayback Machine)